# 김세아 (희극인)
김세아(1981년 10월 29일~)는 대한민국의 희극인, 가수이다.

## 학력
- 동덕여자대학교 방송연예학과

## 음반

### 싱글 음반
- 2019: 1집 《이렇게 계속 가면》
- 2023: 2집 《콩닥 콩닥》

## 수상
- 2006 MBC 방송연예대상 코미디시트콤부문 여자 우수상

## 출연 작품

### TV
- 웃찾사 (SBS)
- 좋은 아침 (SBS)
- 웃으면 복이와요 (MBC)
- 개그야 (MBC)
- 웃고 또 웃고 (MBC)
- 기분 좋은 날 (MBC)
- 하나님 기쁘시게 7004 (CBS TV)
- 건강한 집 (TV조선)
- 나는 몸신이다 (채널A)

### 라디오
- 배칠수, 김세아의 9595쇼 (tbs FM)